# Sarotherodon mvogoi
Sarotherodon mvogoi är en fiskart som först beskrevs av Thys van den Audenaerde, 1965.  Sarotherodon mvogoi ingår i släktet Sarotherodon och familjen Cichlidae. IUCN kategoriserar arten globalt som livskraftig. Inga underarter finns listade i Catalogue of Life.